# Lista de presidentes da Somalilândia
Essa página é uma Lista de Presidentes da Somalilândia, um estado soberano de facto localizado no Chifre da África, internacionalmente considerado parte da Somália. A República da Somalilândia considera-se um sucessor da Somalilândia Britânica, que foi independentes durante alguns dias em 1960 enquanto Estado da Somalilândia. O Presidente da Somalilândia é o chefe de Estado da Somalilândia, e lidera do governo exercutivo como também serve de comandante máximo das forças armadas. A residência oficial do presidente fica em Hargeisa.

## Lista
- Abdirahman Ahmed Ali Tuur (1931–2003) - Presidiu entre 28 de maio de 1991 e 16 de de maio de de 1993 (1 ano, 11 meses e 16 dias)
- Muhammad Haji Ibrahim Egal (1928–2002) - Presidiu entre 16 de maio de 1993  e 3 de maio de 2002 (8 anos, 11 meses e 15 dias)
- Dahir Riyale Kahin (nascido em 1952) - Presidiu entre 3 de maio de 2002 e 27 de julho de 2010  (8 anos, 2 meses e 24 dias)
- Ahmed Mohamed Mohamoud (nascido em 1936) - Presidiu entre 27 de julho de 2010 e 13 de dezembro de 2017 (7 anos, 4 meses e 14 dias)
- Muse Bihi Abdi (nascido em 1948) - Presidiu entre 13 de dezembro de 2017 e 12 de dezembro de 2024
- Abdirahman Mohamed Abdullahi (nascido em 1955) - Preside desde 12 de dezembro de 2024

Muse Bihi Abdi foi eleito presidente da Somalilândia em novembro de 2017, e seu cargo deveria acabar em 2022, mas legisladores o estenderam por 2 anos. Bihi também é piloto aposentado da força aérea, e presidente do Partido da Paz, Unidade e Desenvolvimento.